# Апелляция (фильм)
«Апелляция» — советская драма режиссёра Валерия Гурьянова 1987 года, производства киностудии «Ленфильм».

## Сюжет
По мотивам одноимённой повести В. Гребенюка (впервые напечатана в журнале «Октябрь» № 8 за 1985 год).
Районным комитетом КПСС под давлением первого секретаря по обвинению в самоуправстве снят с должности и исключён из партии колхозный агроном Борис Холмовой. Не согласившись с этим решением, он подаёт апелляцию в более высокую партийную инстанцию. Секретарь областного комитета Дмитрий Васильевич Плотников приезжает в колхоз, чтобы разобраться в этом сложном деле.

## В ролях
- Вячеслав Тихонов — Дмитрий Васильевич Плотников
- Владимир Конкин — Борис Сергеевич Холмовой
- Всеволод Санаев — Иван Степанович Миронов
- Юрий Смирнов — Виктор Федорович Ларищев, редактор
- Всеволод Шиловский — Андрей Андреевич Пастухов
- Вадим Лобанов — Григорий Афанасьевич Гурин
- Игорь Ефимов — Леонид Владимирович Балабанов
- Валерий Золотухин — Николай Викторович Рыбченко
- Виктор Ильичёв — Семён Иванович Поспелов
- Любовь Виролайнен — Лариса Андреевна, секретарь парткомиссии
- Марина Трошина — Виктория Михайловна Артёмьева
- Владимир Карташов — Никита Ярцев
- Александр Пятков — 'колхозник
- Михаил Брылкин — старый рабочий
- Анатолий Рудаков — Николай Иванович, военком
- Пётр Юрченков-старший — архитектор

## Съёмочная группа
- Автор сценария — Эдуард Володарский
- Режиссёр — Валерий Гурьянов
- Оператор — Вадим Грамматиков
- Художник — Лариса Шилова
- Композитор — Дина Сморгонская